# La Villa de Don Fadrique
La Villa de don Fadrique és un municipi de la província de Toledo, a la comunitat autònoma de Castella la Manxa. Limita amb Corral de Almaguer, La Puebla de Almoradiel, Quero, Villacañas i Lillo. El nom del poble honra a Fadrique Alfonso de Castella, gran mestre de l'Orde de Santiago, qui li va concedir la "Carta-Pobla" (el document fundacional i que recollia els furs i privilegis de la Vila) el 25 d'abril de 1343. Abans d'aquesta data la població estava sota la administració de Corral de Almaguer.